# Værløse
Værløse est une municipalité du département de Copenhague, dans l'est de l'île de Sjælland au Danemark. Après le 1er janvier 2007 la municipalité est part du municipalité Furesø dans Région Hovedstaden avec la municipalité Farum.